# Changhe Z-11
Le Changhe Z-11 est un hélicoptère utilitaire léger civil et militaire développé par Changhe Aircraft Industries Corporation sur la base de l'Eurocopter AS-350 Écureuil, qui effectua son premier vol en 1994. Toutefois, le Z-11 diverge du modèle original par la forme du nez et son électronique embarquée. 

## Historique
Le premier prototype du Z-11 effectua son premier vol avec succès en décembre 1994, et la production de modèles d'essais débuta en 1997. Le vol d'essai final de l'hélicoptère s'acheva en 2000. L'aviation des forces terrestres de l'armée populaire de libération a reçu un total de 37 Z-11 renommé Z-11J (version militaire) destiné à la formation des futurs pilotes d'hélicoptère dès 1998. Des versions d'attaque légère sont également produites.

## Variantes
- Z-11J - version militaire du Z-11 (formation)
- Z-11W - version militaire du Z-11 (reconnaissance, attaque au sol, évacuation médicale)
- Z-11WA - version militaire du Z-11 (éclaireur)
- Z-11WB -
- Z-11MB1 - version civile (équipé d'un moteur Turboméca Arriel 2B1A)
- Z-11ME1 - version civile

Le Z-11 n'est actuellement utilisé que par les forces de l'armée de terre chinoise, mais de nombreuses variantes ont été ou sont étudiées afin de diversifier ses compétences.
En 2008, le Z-11 a été testé par l'armée argentine, mais il n'a pas été retenu à l'achat.